# Julián Ruiz
Julián Ruiz Gómez (* 25. Februar 1960 in Santander) ist ein spanischer Handballtrainer, Handballfunktionär und ehemaliger Handballspieler. 

## Spielerkarriere
Julián Ruiz spielte ab 1978 für den spanischen Verein ACD Michelín Valladolid, mit dem er in der División de Honor 1981 und 1982 den vierten Platz belegte. In der Copa del Rey erreichte er mit Valladolid 1979 das Halbfinale. Ab 1984 lief der 1,74 m große Außenspieler für TEKA Santander auf. Mit Santander gewann Ruiz 1989 die Copa del Rey, 1991 und 1992 die Copa ASOBAL sowie 1990 den Europapokal der Pokalsieger.
In der spanischen Nationalmannschaft debütierte Ruiz bei der 20:21-Niederlage gegen Dänemark am 30. Juni 1982 in Madrid. Im Jahr 1983 nahm er an der B-Weltmeisterschaft teil, wo Spanien den 6. Platz belegte. Mit Spanien gewann er im gleichen Jahr die Bronzemedaille bei den Mittelmeerspielen 1983. Bei den Olympischen Spielen 1984 in Los Angeles warf er 15 Tore in sechs Spielen und belegte mit der Auswahl den 8. Platz. Im folgenden Jahr stand er wieder im Aufgebot für die B-Weltmeisterschaft, wo wieder der 6. Platz erreicht wurde. Bei der Weltmeisterschaft 1986 erreichte er mit dem Team den fünften Platz. Bei seinen zweiten Olympischen Spielen 1988 in Seoul warf er 14 Tore in sechs Partien und kam auf den zehnten Rang. Bei seiner dritten B-Weltmeisterschaft 1989 wurde der vierte Platz erreicht. Am 7. Januar 1990 spielte er letztmals für die spanische Auswahl. Insgesamt bestritt er 150 Länderspiele, in denen er 325 Tore erzielte.

## Trainerkarriere
Am 20. Januar 1994 übernahm Julián Ruiz seinen ehemaligen Verein TEKA Santander. Kurz darauf geriet Santander in Zahlungsschwierigkeiten und bot seinen Spielern die sofortige Vertragsauflösung an. Die Spieler um Superstars wie Talant Dujshebaev, Michail Jakimowitsch, Mateo Garralda, José Javier Hombrados, Juan Francisco Muñoz, Mats Olsson und Alberto Urdiales blieben und gewannen 1994 die Liga ASOBAL, 1994 die erste Ausgabe der EHF Champions League, 1995 die Supercopa Asobal, 1995 die Copa del Rey, 1997 die Copa ASOBAL und 1997 den IHF Men’s Super Globe. In der Liga ASOBAL wurde man 1996 Zweiter, genau wie in der Champions League. Nach einem Jahr bei der spanischen Frauen-Handballnationalmannschaft übernahm er 1998 den Trainerposten beim deutschen Bundesligisten TV Niederwürzbach um Christian Schwarzer, Andrei Lawrow und Stefan Lövgren. Am Saisonende zog sich der TVN nach einem erreichten 8. Platz auf Grund finanzieller Probleme aus der Bundesliga zurück.
Daraufhin kehrte er nach Spanien zurück und trainierte Bidasoa Irún mit Spielern wie dem jungen Julen Aguinagalde, Mladen Bojinović und Patrick Cazal. Im Europapokal der Pokalsieger 2000/01 unterlag man im Finale dem SC Magdeburg mit zwei Toren in der Addition. 2002 kehrte Ruiz zu Santander zurück, das auf die großen Namen von einst verzichten musste. Im EHF-Pokal 2003/04 scheiterte man im Viertelfinale an BM Altea. Anschließend wurde er wieder Trainer in Irún. Nach dem Abstieg in der Saison 2006/07 musste er gehen. Nach Stationen bei JD Arrate und BM Toledo zog es ihn in die Vereinigten Arabischen Emirate, wo er zunächst die Männer-Handballnationalmannschaft und im folgenden Jahr den al-Jazira Club aus Abu Dhabi betreute. In der Saison 2015/16 war er für die katarische Juniorennationalmannschaft zuständig. Im Jahr 2018 wurde er Trainer beim spanischen Erstligisten Ángel Ximénez Puente Genil. Ab 2020 war er Trainer und Sportlicher Leiter bei CB Santoña.
Seit Januar 2022 ist Ruiz für die Organisation des saudi-arabischen Handballverbandes zuständig.